# Ad Petri Cathedram
Ad Petri Cathedram è la prima enciclica pubblicata da papa Giovanni XXIII il 29 giugno 1959.

Il papa riassume così il contenuto dell'enciclica: 
(Ad Petri Cathedram)

## Contenuto
- Prologo: Perenne giovinezza della chiesa e motivi di consolazione e di speranza.
- I - La verità, con particolare riferimento a quella rivelata
- II - Vantaggi recati dalla verità alla causa della pace
- III - L'unità della chiesa, nell'unità della fede, di regime, di culto
- IV - Paterne esortazioni ai vescovi, al clero, ai fedeli, ai sofferenti, ai poveri, agli emigrati e alla chiesa perseguitata.